# 吳日言
吳日言（英語：Ng Yat-Yin, Yan，1983年11月25日—），原名吳凱恩，是香港女歌手及演員，在香港出生及長大，祖籍廣東省中山市。吳氏出道時以「冬菇頭」做標記，被Neway辭退後一直沒有固定收入，2019年合資創業，經營飯糰店生意。2017年，與丈夫發起名為「愛跑‧香港地」慈善跑步活動，活動收益將捐助病童作醫療費用。其youtube channel是 （页面存档备份，存于）

## 簡歷
吳日言小時候住在大圍美林邨美槐樓，小學就讀於沙田官立美林小學（現已合併為循理會美林小學），中五畢業於聖瑪加利書院，及後搬往港島區及於玫瑰崗學校唸商科兩年。在等候入讀職業訓練局的酒店管理課程時，她將自錄的MD王菲的《給自己的情書》寄到各大唱片公司自薦做歌星，結果被Silly Thing賞識，簽約成為旗下歌手。2004年7月，吳日言推出其第一隻個人唱片《Little One》。
2005年，吳日言與公司解約。森美曾邀請她到電台節目《架勢堂》擔任主持人，但因公眾反應而離開。她在後來的訪問也常說很感謝森美。吳日言於2012年2月22日拍完now TV最後一集《You Can Cook》的錄影後，收到公司的解僱信正式解除Neway Star合約關係。2016年10月27日，她與拍拖17年男友Barry於日本沖繩註冊結婚。2018年1月，在香港中環花園道的法定古蹟梅夫人婦女會補擺喜酒，她還透露為了預訂這個場地辦婚禮花了7個月時間，期間還經歷了自薦過程和接受英文面試。同年11月25日，即吳日言35歲生日當天，宣布誕下女嬰，名為Beatrice，她並透露懷孕時患上妊娠糖尿病，要以注射胰島素控制血糖。
2019年初，吳日言與丈夫及友人合資開設的飯糰店開張。
2024年，吳日言第三胎兒子出生。

## 爭議

### 主持架勢堂
森美、小儀誠邀吳日言在2008年7月21日開始擔任商業二台節目《架勢堂》的主持人，目的是想吸納更多青少年聽眾。但2008年7月15日商台公佈這消息後，眾多《架勢堂》聽眾在My903交流區表示不滿意這決定，批評吳日言主持節目的話題缺乏趣味，而引起支持與反對的聽眾在My903交流區展開罵戰。有聽眾因而罷聽《架勢堂》，直至吳日言離開。
2008年7月16日森美小儀回應這次事件，森美表示是商台高層的命令，但有聽眾認為森美的回應有疑點。有網民認為森美幫吳日言講好話。另外，有人認為森美因此曾經在《架勢堂》中對聽眾單單打打，令聽眾感到失望。

## 音樂作品

### 專輯
- 2004年 7月 - 《Little One》 (EP)
- 2004年 8月 - 《Little One》 (EP)（次回限量版）
- 2004年 11月 - 《Two Little》 (EP)
- 2005年 4月 - 《青介的童話之賣火柴的女孩》(舞台劇原聲大碟)
- 2005年 12月 - 《Trio: My Little Collection》(新曲+精選)

### 派台歌曲成績
| 派台歌曲成績               | 派台歌曲成績 | 派台歌曲成績 | 派台歌曲成績 | 派台歌曲成績 | 派台歌曲成績 | 派台歌曲成績          |
| -------------------------- | ------------ | ------------ | ------------ | ------------ | ------------ | --------------------- |
| 唱片                       | 歌曲         | 903          | RTHK         | 997          | TVB          | 備註                  |
| 2004年                     |              |              |              |              |              |                       |
| Little One                 | 快樂時代     | 12           | 4            | 7            | 10           |                       |
| Little One                 | 512愛你      | 14           | 9            | 10           | 10           |                       |
| Little One                 | 扯線風箏     | 12           | 3            | 2            | -            |                       |
| Little One                 | 笨           | -            | -            | 7            | -            |                       |
| Two Little                 | 我是外星人   | 11           | 3            | 1            | 3            | 首支冠軍歌            |
| Two Little                 | 點解問點解   | 6            | -            | 5            | 5            |                       |
| Two Little                 | 麥田守望者   | -            | -            | -            | -            |                       |
| 2005年                     |              |              |              |              |              |                       |
| Two Little                 | 轉機         | -            | -            | 11           | -            |                       |
| 青介的童話之 賣火柴的女孩  | 遲鈍         | 13           | -            | -            | -            | 與蕭潤邦（Oscar）合唱 |
| Trio: My Little Collection | 有口難言     | -            | 14           | 9            | 2            |                       |
| Trio: My Little Collection | 說中了       | 10           | 17           | 5            | 6            |                       |
| Trio: My Little Collection | 8個吻        | -            | -            | 15           | -            |                       |
| 2006年                     |              |              |              |              |              |                       |
|                            | 單身逍遙遊   | 20           | -            | 2            | -            |                       |
|                            | Happy Hour   | 14           | -            | -            | -            |                       |
| 2007年                     |              |              |              |              |              |                       |
|                            | 瑪莉皇后     | 3            | -            | 3            | -            |                       |
|                            | 陌生的背影   | 6            | -            | -            | -            |                       |
| 2009年                     |              |              |              |              |              |                       |
|                            | 豬妹Paradise | 17           | -            | -            | -            |                       |

| 各台冠軍歌總數 | 各台冠軍歌總數 | 各台冠軍歌總數 | 各台冠軍歌總數 | 各台冠軍歌總數    |
| -------------- | -------------- | -------------- | -------------- | ----------------- |
| 903            | RTHK           | 997            | TVB            | 備註              |
| 0              | 0              | 1              | 0              | 四台冠軍歌總數：0 |

(*)表示仍在榜上
粗體表示冠軍歌

## 演出作品

### 電台節目

#### 香港電台
2004年
- （TeenPower）《半島冰室》主持
- （第2台）《倫住嚟試》的廣播劇〈無可奉告〉演出

2009年
- 《海關故事》羅湖口岸海關關員

#### 商業電台
2004年
- 《森美小儀山寨王》嘉賓主持

2005年
- 《空中喱民》嘉賓主持

2006年
- 《架勢堂》嘉賓主持（2006-2008）

2007年
- 喪Do男主角@《有耳喱民》

2009年，2010年
- 《早霸王》暫代主持（2009年11月23日-27日、2010年1月4日-5日、2月11日-12日、3月17日-23日）

#### 新城娛樂台
2004年
- 《28樓的驗情故事》廣播劇演出
- 《新香蕉俱樂部》嘉賓主持

2007年
- 《聯 fan 所之‘純粹嬉戲 Hey’》嘉賓主持

### 電影
2004年
- 《甜絲絲》飾 羅五福

2005年
- 《神經俠侶》飾 張思行 Nicole
- 《後備甜心》飾 Apple
- 《AV》飾 Cally（客串）
- 《非常青春期》飾 美美
- 《擁抱每一刻花火》飾 Yuki

2007年
- 《時光•倒流的話》飾 1970年 Dora
- 《醒獅》
- 《性工作者十日談》飾 Elsie
- 《地獄第19層》飾 店員（客串）

2008年
- 《愛情萬歲》（客串）

2016年
- 《幸運是我》飾 方姑娘
- 《回到起步時》

### 電視節目

#### 香港電台電視部/港台電視
2004年
- 《黃金歲月3》

2005年
- 《十封信 之 人生洗剪吹》
- 《上網問功課》節目嘉賓主持
- 《童夢飛揚》紀錄片（配音）

2015年
- 《監警有道》 饰 女警阿欣

2016年
- 《手語隨想曲5》 第4集「名人學堂」嘉賓

#### 無綫電視
2005年
- 《奇幻潮之行運揮春》
- 《音樂潮@giv》（客席主持）
- 《百法百眾》（嘉賓）

2006年
- 《內有愛犬》（主持）
- 《價啱畀你》（嘉賓）
- 《15/16》（嘉賓）

2007年
- 《新春豬事町》（主持）
- 《學警出更》 飾 甘小寶
- 《森之愛情》飾 宣芷（第4集）
- 《開森玩家》

2019年
- 《媽媽唔易"造"》（嘉賓）

#### Now香港台
2009年
- 《Cooking媽嫲》（主持）

#### Now觀星台
2011年
- 《爆片王》（2011-2012）（主持）
- 《You Can Cook》（2011-2012）（主持）

#### ViuTV
2016年
- 《ShowTime我主場》（參與嘉賓）

2017年
- 《暗中旅行2》（主持）

#### 香港電視網絡
2015年
- 《童話戀曲201314》 飾 君
- 《挑戰－追風168小時》（女主持）
- 《三面形醫》飾 廖可欣

#### 有線娛樂台
2015年
- 《娛樂熱辣辣》（2015-2016）（主持）

#### 奇妙電視
2017年
- 《吾男吾女》（主持）

2022年
- 《學霸睇樓團》（主持）

### 舞台劇
2004年
- 商台森美小儀歌劇團 – 早安呀！曼克頓

2005年
- 青介的童話之賣火柴的女孩

2006年
- 商台森美小儀歌劇團 – Big Nose

### 廣告
2004年
- 電腦On-line Game《星空之門-機動戰士》代言人
- Water 2 平面廣告
- Capdase mobile phone case 平面廣告
- LEE & WRANGLER 牛仔褲 平面廣告
- PUMA Suede 波鞋 平面廣告

2005年
- 2% 代言人、平面廣告
- TAMAGOTCHI CONNEXION VER. 2 平面廣告
- BENE泡泡雪芭 平面廣告
- 曼秀雷頓潤唇膏 電視廣告、平面廣告
- Extra香口膏 平面廣告
- Motorola手提電話 平面廣告

2006年
- 2% 代言人、平面廣告

2008年
- LK-Sound耳筒專門店 代言人、平面廣告

### 其他
2005年
- Roadshow「i club 手機星聲下載」主持

2015年
- 毛記電視「歡樂滿些牙」嘉賓

2019年
- 一丁目 何去何從 飾 方芷晴

## 著作
2007年
- 快樂廚房（ISBN 978-988-99519-6-2）

2009年
- Star Trekker 沖繩（ISBN 978-981-28394-6-6）

2010年
- 愛·入廚（ISBN 978-988-18763-6-2）
- 兩口子·美食言語（ISBN 978-988-19301-6-3）

## 獎項
2004年
- PM 潛質女新人
- 新城娛樂台「新城勁爆唱好新人巡禮2004」預選女新人王
- PM強勢觸目女新人
- 2004年度新城勁爆頒獎禮勁爆女新人王
- 廣州電台金曲金榜女新人
- 扯線風箏-廣州電台金曲金榜金曲獎
- 商台2004年度叱咤樂壇流行榜頒獎典禮新力軍女歌手銅獎
- TVB2004年度十大勁歌金曲頒獎典禮 最受歡迎新人獎 銀獎
- Roadshow MV直選2004 優異新人獎
- 香港電台第二十七屆十大中文金曲頒獎音樂會最有前途新人獎 女歌手 銀獎
- 廣東電台中國音樂先鋒榜女新人銅獎
- IFPI香港唱片銷量大獎頒獎禮「最暢銷本地女新人」

2005年
- PM「人氣歌曲」《有口難言》
- PM 05強勢歌曲《8個吻》
- 2005年度新城兒歌勁爆頒獎禮「新城勁爆兒歌」
- 廣州電台2005年金曲金榜頒獎禮 優異表現獎
- 2005年度新城勁爆頒獎禮勁爆原創歌曲 <說中了>

2006年
- 2006年度RoadShow至尊音樂頒獎禮至尊舞臺演繹《Happy Hour》

## 公職
2005年
- 仁愛堂「仁愛之星」
- 第九屆世界消防競技大賽青年大使
- 第三十八屆聯校科學展覽科展之星
- BAG to college陽光行動 陽光大使
- 亞洲動物基金會愛心大使
- 保護遺棄動物協會動物助養大使
- 樂施會樂施青年大使
- 樂善堂萬人行慈善步行大使

2007年
- 香港中文大學新亞書院第58屆千人宴

2020年
- 惜食堂愛心惜食大使（與林芊妤一同擔任）[8]

## 外部連結
- 吳日言的Instagram帳戶
- 吳日言的Facebook專頁
- YouTube上的吳日言頻道
- 吳日言在香港影庫上的簡介
- 吳日言的新浪微博